# Gira de los Leones Británico-Irlandeses 1971
La Gira de los Leones Británicos e Irlandeses 1971 fue el 20 tour internacional de rugby de los europeos, que tuvo lugar en Nueva Zelanda desde el 12 de mayo al 14 de agosto de 1971.
Fue la primera gira de los Leones en los años 1970 y la octava visita a los All Blacks. Es considerada la mejor en la era aficionada y una de las más importantes en la historia del rugby, por ser la única victoria de los Leones contra los kiwis.

## Plantel

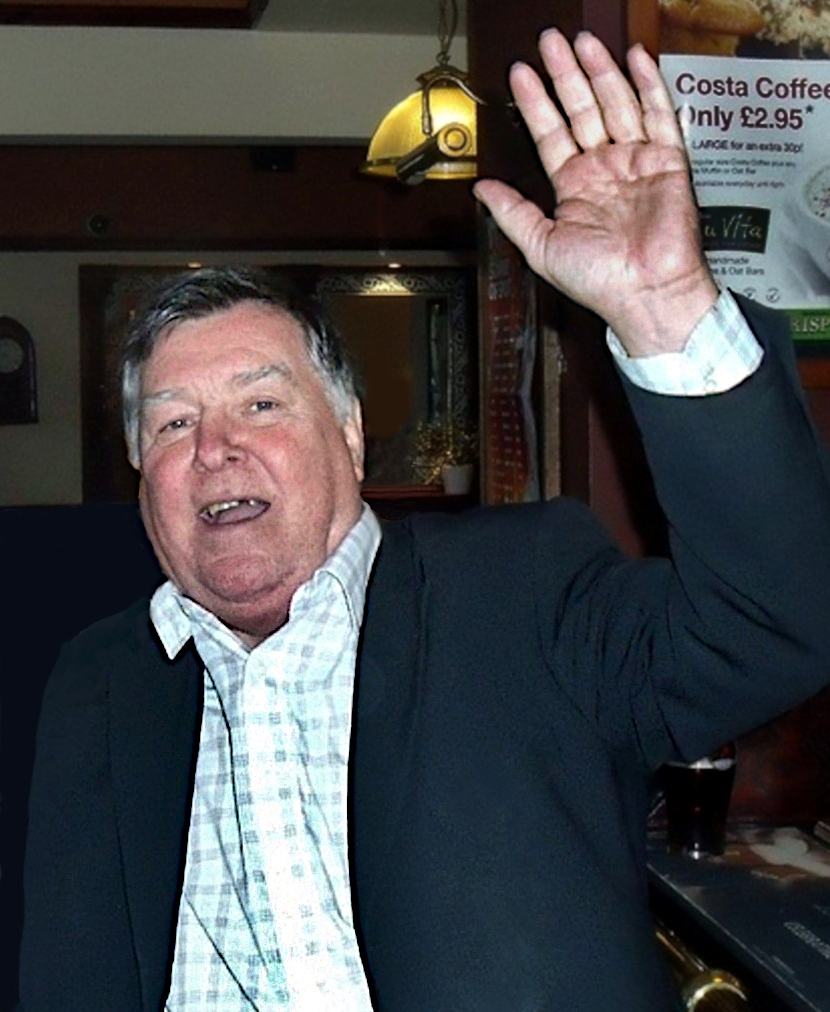
John fue el mejor jugador de la gira.

El galés Carwyn James (41 años) fue nombrado entrenador. Como los Dragones rojos habían obtenido el difícil Grand Slam con la victoria en el Torneo de las Cinco Naciones 1971, proporcionaron apropiadamente más jugadores que cualquier otra nación local al equipo; incluida la capitanía.
Dixon no había jugado para Inglaterra, pero tras la convocatoria a la gira fue seleccionado y jugó en el Centenario de la Rugby Football Union. Mientras que el galés Quinnell no había sido convocado a la selección, pero tras la gira sucedió.
Duckham jugaba para Inglaterra de centro, pero James lo posicionó como wing.
|                          | Jugador           | Edad    | Posición      | Pruebas | Equipo                |
| ------------------------ | ----------------- | ------- | ------------- | ------- | --------------------- |
| Hookers y Pilares        |                   |         |               |         |                       |
| 1                        | Ian McLauchlan    | 29 años | Pilar         | 0       | West of Scotland      |
| Segundas líneas          |                   |         |               |         |                       |
| 4                        | Gordon Brown      | 23 años | Segunda línea | 0       | West of Scotland F.C. |
|                          | Geoff Evans       | 29 años | Segunda línea | 0       | London Welsh RFC      |
| 5                        | Willie McBride    | 31 años | Segunda línea | 9       | Ballymena RFC         |
|                          | Mike Roberts      | 25 años | Segunda línea | 0       | London Welsh RFC      |
|                          | Delme Thomas      | 28 años | Segunda línea | 4       | Llanelli RFC          |
| Alas y Octavos           |                   |         |               |         |                       |
| 8                        | Mervyn Davies     | 24 años | Octavo        | 0       | London Welsh RFC      |
| Medios scrums            |                   |         |               |         |                       |
| 9                        | Gareth Edwards    | 24 años | Medio scrum   | 0       | Cardiff RFC           |
|                          | Chico Hopkins     | 25 años | Medio scrum   | 0       | Maesteg RFC           |
| Aperturas y Centros      |                   |         |               |         |                       |
| 13                       | John Dawes        | 31 años | Centro        | 0       | London Welsh RFC      |
| 12                       | Mike Gibson       | 28 años | Centro        | 8       | London Irish          |
| 10                       | Barry John        | 26 años | Apertura      | 1       | Cardiff RFC           |
|                          | Arthur Lewis      | 29 años | Centro        | 0       | Ebbw Vale RFC         |
|                          | Chris Rea         | 27 años | Apertura      | 0       | Leeds Tykes           |
|                          | John Spencer      | 24 años | Centro        | 0       | Leeds Tykes           |
| Fullbacks y Wings        |                   |         |               |         |                       |
|                          | Charles Bevan     | 20 años | Wing          | 0       | Cardiff RFC           |
|                          | Alastair Biggar   | 25 años | Wing          | 0       | London Scottish FC    |
| 14                       | Gerald Davies     | 26 años | Wing          | ?       | London Welsh RFC      |
| 11                       | David Duckham     | 25 años | Wing          | 0       | Coventry RFC          |
|                          | Bob Hiller        | 28 años | Fullback      | ?       | Harlequins FC         |
| 15                       | J. P. R. Williams | 22 años | Fullback      | 0       | Bridgend Ravens       |
| Entrenador: Carwyn James |                   |         |               |         |                       |

## Historia

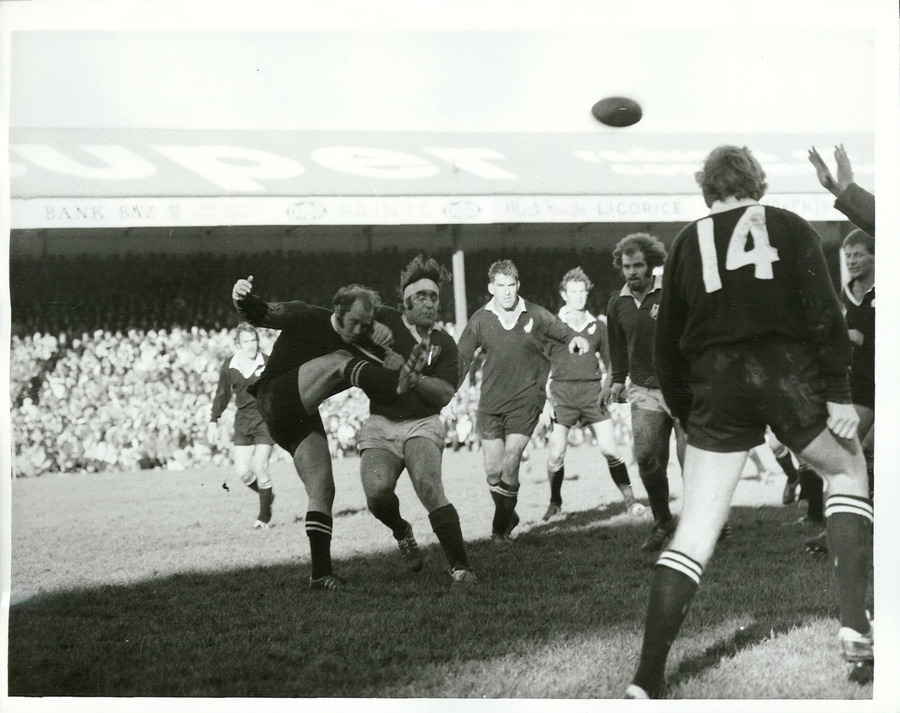
Tercera prueba, Going despeja el balón.

Un lustro había pasado desde que los neozelandeses destrozaron a los británico-irlandeses en la Gira de 1966 y por ello se esperaba otra paliza del local, además de que no perdían una serie desde 1937 cuando los Springboks vencieron. Mientras que los Leones jamás le habían ganado una serie a los All Blacks.
Los europeos ganaron en Dunedin la primera prueba 9–3, un penal del local y un try (anotado por McLauchlan) y dos penales para los Leones. Varios jugadores británicos admitieron más tarde que estaban demasiado confiados tras la victoria inicial y la segunda prueba resultó en una dura paliza-derrota 22–12 en Christchurch, con los All Blacks marcándoles cinco tries y los Leones anotaron un doblete de Davies.
La tercera prueba se jugó en el, hoy demolido, Athletic Park de Wellington y los Leones no cometieron el mismo error, concediendo solo un try a los kiwis, anotaron dos tries convertidos y un drop para la victoria 13–3.
En Auckland el último partido requeriría al menos un empate para que los británico-irlandeses ganaran la serie, una victoria neozelandesa les daba el triunfo a los All Blacks por su localía. Hasta el minuto 55 igualaban 11–11 cuando el fullback J. P. R. Williams recibió el balón a 45 metros y anotó un drop que puso a los Leones por delante,  Los All Blacks solo pudieron lograr tres puntos más de una penalización para empatar el juego 14-14, lo que le dio a los Leones la serie.

## Partidos de entrenamiento

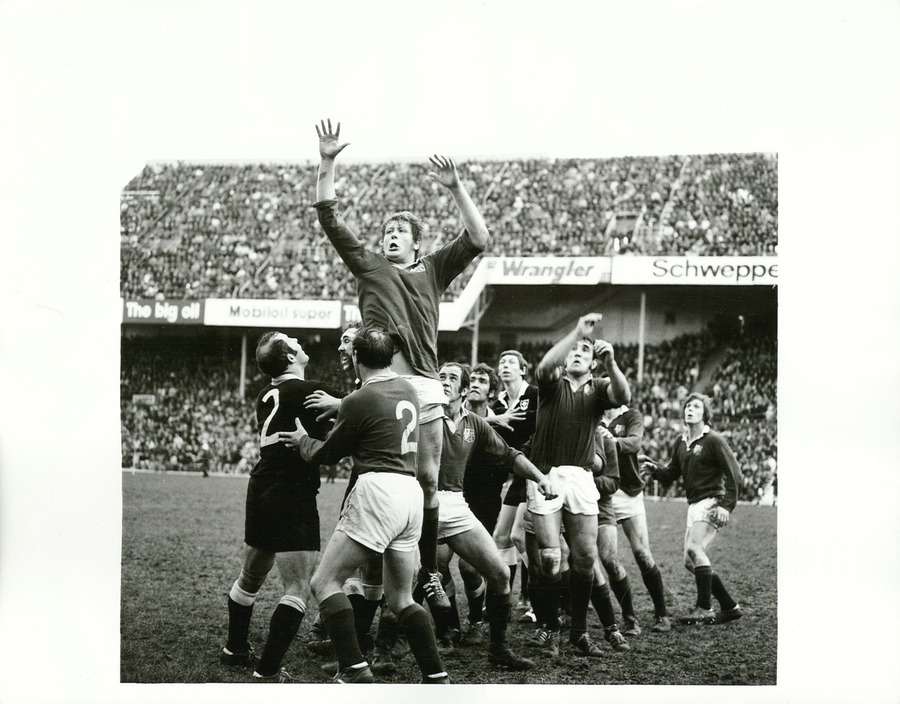
Contra las Universidades de Nueva Zelanda.

El partido ante Canterbury fue particularmente violento.
| Rival                          | Resultado |        | Lugar                            | Fecha        | Ciudad           |
| ------------------------------ | --------- | ------ | -------------------------------- | ------------ | ---------------- |
| Queensland Reds                | 15 – 11   | Leones | Estadio Suncorp                  | 12 de mayo   | Brisbane         |
| New South Wales Waratahs       | 12 – 14   | Leones | Sydney Cricket Ground            | 15 de mayo   | Sídney           |
| Counties y Thames Valley       | 3 – 25    | Leones | Estadio Navigation Homes         | 22 de mayo   | Pukekohe         |
| King Country y Wanganui        | 9 – 22    | Leones | Spriggens Park                   | 26 de mayo   | Whanganui        |
| Waikato Mooloos                | 14 – 35   | Leones | Estadio Waikato                  | 29 de mayo   | Hamilton         |
| Māori All Blacks               | 12 – 23   | Leones | Eden Park                        | 2 de junio   | Auckland         |
|                                | –         | Leones |                                  | 5 de junio   | Wellington       |
|                                | –         | Leones |                                  | 9 de junio   | Timaru           |
|                                | –         | Leones |                                  | 12 de junio  | Dunedin          |
|                                | –         | Leones |                                  | 16 de junio  | Greymouth        |
|                                | –         | Leones |                                  | 19 de junio  | Christchurch     |
|                                | –         | Leones |                                  | 22 de junio  | Blenheim         |
| Southland Stags                | 3 – 25    | Leones | Estadio Rugby Park               | 30 de junio  | Invercargill     |
| Taranaki Bulls                 | 9 – 14    | Leones | Estadio Yarrow                   | 3 de julio   | Nueva Plymouth   |
| Universidades de Nueva Zelanda | 6 – 27    | Leones | Athletic Park                    | 6 de julio   | Wellington       |
| Wairarapa Bush Rugby           | 6 – 27    | Leones | Estadio Memorial Park            | 14 de julio  | Masterton        |
| Hawke's Bay Magpies            | 6 – 25    | Leones | McLean Park                      | 17 de julio  | Napier           |
| East Coast y Poverty Bay       | 12 – 18   | Leones | Rugby Park                       | 21 de julio  | Gisborne         |
| Auckland                       | 12 – 19   | Leones | Eden Park                        | 24 de julio  | Auckland         |
| Horowhenua y Manawatu          | 6 – 39    | Leones | Arena Manawatu                   | 4 de agosto  | Palmerston North |
| Northland                      | 5 – 11    | Leones | Okara Park                       | 7 de agosto  | Whangarei        |
| Bay of Plenty Rugby Union      | 14 – 20   | Leones | Estadio Internacional de Rotorua | 10 de agosto | Tauranga         |

## Pruebas
A los cinco minutos Chico Hopkins debió sustituir a Gareth Edwards por una conmoción cerebral.
| 26 de junio | Nueva Zelanda     | 3 – 9 | Leones                          | Carisbrook, Dunedin                                    |                                                        |
|             | Penales McCormick |       | Try McLauchlan Penales (2) John | Asistencia: 45.000 espectadores Árbitro(s): John Pring | Asistencia: 45.000 espectadores Árbitro(s): John Pring |

### Segunda fecha
| 10 de julio | Nueva Zelanda                                                                  | 22 – 12 | Leones                              | Lancaster Park, Christchurch                           |                                                        |
|             | Tries Burgess , Going Kirkpatrick Try penal Conversiones Mains (2) Penal Mains |         | Tries , Davies Penal John Drop John | Asistencia: 57.500 espectadores Árbitro(s): John Pring | Asistencia: 57.500 espectadores Árbitro(s): John Pring |

### Partido decisivo
| 31 de julio | Nueva Zelanda | 3 – 13 | Leones                                            | Athletic Park, Wellington                         |                                                   |
|             | Try Mains     |        | Tries Davies John Conversiones (2) John Drop John | Asistencia: ? espectadores Árbitro(s): John Pring | Asistencia: ? espectadores Árbitro(s): John Pring |

### Última fecha
El drop de Williams fue su único internacional. Si se aplicaran los puntos actuales, el try vale cinco puntos desde 1992, los All Blacks ganarían 18–16.
| 14 de agosto | Nueva Zelanda                                            | 14 – 14 | Leones                                                   | Eden Park, Auckland                               |                                                   |
|              | Tries Cottrell Lister Conversión Mains Penales Mains (2) |         | Try Dixon Conversión John Penales (2) John Drop Williams | Asistencia: ? espectadores Árbitro(s): John Pring | Asistencia: ? espectadores Árbitro(s): John Pring |

## Legado

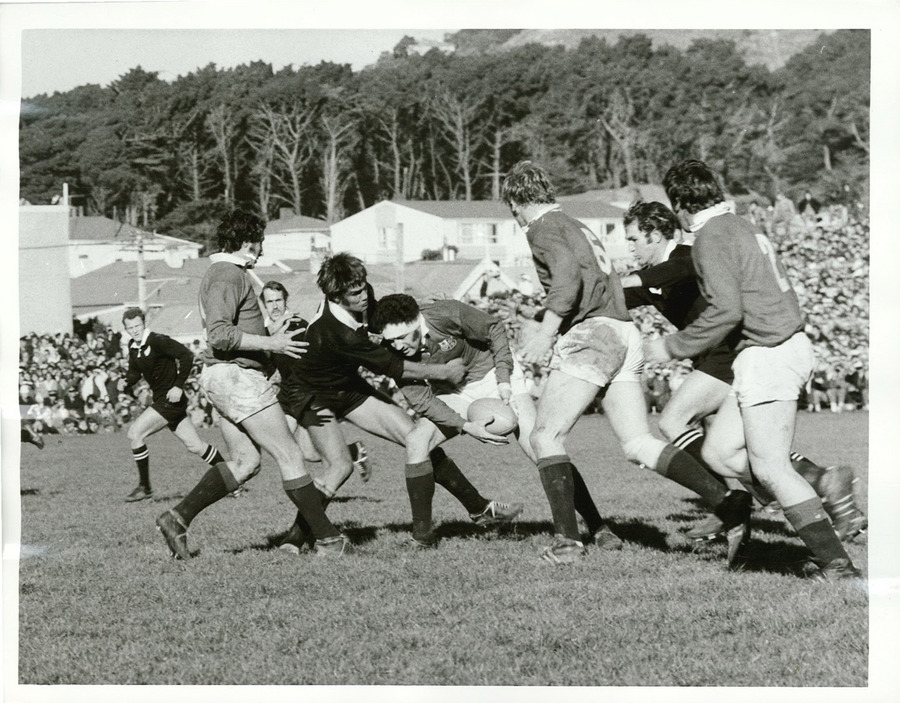
Tercera prueba, Mervyn Davies con el balón.

Colin Meads dijo que Mervyn Davies fue «el único jugador que probablemente tuvo el mayor impacto en la visita de los Leones en 1971», por su marca sobre Brian Lochore a quien le evitó hacer una diferencia con la pelota y esto desmoralizó al pack de forwards kiwi. Los jugadores británico-irlandeses explicaron que el factor más importante en su victoria fue la autoconfianza:

«...en algún lugar, a lo largo de la línea [de backs], se convierte en una cosa mental... Crecimos en confianza; llegamos a creer que era posible vencer a la All Blacks». Comentario de Gerald Davies

El entrenador Carwyn James, a quien la homofobia le restó mérito, hizo un muy importante trabajo de reconocimiento sobre las debilidades de la selección neozelandesa. Hoy en día, el análisis del rival es una de las cuestiones más importantes del rugby.